# Finlands kulturminister
Finlands kulturminister är en ministerpost i Finlands regering som sitter på Undervisnings- och kulturministeriet. Positionen inrättades 1970 som ett övrigt statsråd på undervisningsministeriet. Tidigare ingick portföljen i undervisningsministerns uppdrag, likt Sveriges ecklesiastikminister.

## Lista över Finlands kulturministrar
| Bild             | Minister                           | Titel                                | Parti            | Parti               | Tillträde        | Avgång            | Regering       |
| ---------------- | ---------------------------------- | ------------------------------------ | ---------------- | ------------------- | ---------------- | ----------------- | -------------- |
|                  | Meeri Kalavainen (1918–2010)       | Minister på undervisningsministeriet |                  | Socialdemokraterna  | 15 juli 1970     | 29 oktober 1971   | Karjalainen II |
|                  | Jouko Tyyri (1929–2001)            | Minister på undervisningsministeriet |                  | opolitisk           | 29 oktober 1971  | 23 februari 1972  | Aura II        |
|                  | Pentti Holappa (1927–2017)         | Minister på undervisningsministeriet |                  | Socialdemokraterna  | 23 februari 1972 | 4 september 1972  | Paasio II      |
|                  | Marjatta Väänänen (1923–2020)      | Minister på undervisningsministeriet |                  | Centern             | 4 september 1972 | 13 juni 1975      | Sorsa I        |
|                  | Kalevi Kivistö (f. 1941)           | Minister på undervisningsministeriet |                  | DFFF                | 30 november 1975 | 29 september 1976 | Miettunen II   |
| 15 maj 1977      | Kalevi Kivistö (f. 1941)           | Minister på undervisningsministeriet | 25 maj 1979      | DFFF                | Sorsa II         |                   |                |
| 26 maj 1979      | Kalevi Kivistö (f. 1941)           | Minister på undervisningsministeriet | 19 februari 1982 | DFFF                | Koivisto II      |                   |                |
|                  | Kaarina Suonio (f. 1941)           | Minister på undervisningsministeriet |                  | Socialdemokraterna  | 19 februari 1982 | 31 december 1982  | Sorsa III      |
|                  | Arvo Salo (1932–2011)              | Minister på undervisningsministeriet |                  | Socialdemokraterna  | 31 december 1982 | 6 maj 1983        | Sorsa III      |
|                  | Gustav Björkstrand (f. 1941)       | Minister på undervisningsministeriet |                  | Svenska folkpartiet | 6 maj 1983       | 30 april 1987     | Sorsa IV       |
|                  | Anna-Liisa Kasurinen (f. 1940)     | Minister på undervisningsministeriet |                  | Socialdemokraterna  | 30 april 1987    | 26 april 1991     | Holkeri        |
|                  | Tytti Isohookana-Asunmaa (f. 1947) | Minister på undervisningsministeriet |                  | Centern             | 26 april 1991    | 13 april 1995     | Aho            |
|                  | Claes Andersson (1937–2019)        | Minister på undervisningsministeriet |                  | Vänsterförbundet    | 13 april 1995    | 4 september 1998  | Lipponen I     |
|                  | Suvi-Anne Siimes (f. 1963)         | Minister på undervisningsministeriet |                  | Vänsterförbundet    | 4 september 1998 | 15 april 1999     | Lipponen I     |
|                  | Suvi Lindén (f. 1962)              | Kulturminister                       |                  | Samlingspartiet     | 15 april 1999    | 5 juni 2002       | Lipponen II    |
|                  | Kaarina Dromberg (f. 1942)         | Kulturminister                       |                  | Samlingspartiet     | 5 juni 2002      | 17 april 2003     | Lipponen II    |
|                  | Tanja Saarela (f. 1970)            | Kulturminister                       |                  | Centern             | 17 april 2003    | 24 juni 2003      | Jäätteenmäki   |
| 24 juni 2003     | Tanja Saarela (f. 1970)            | Kulturminister                       | 19 april 2007    | Centern             | Vanhanen I       |                   |                |
|                  | Stefan Wallin (f. 1967)            | Kultur- och idrottsminister          |                  | Svenska folkpartiet | 19 april 2007    | 1 maj 2010        | Vanhanen II    |
| 1 maj 2010       | Stefan Wallin (f. 1967)            | Kultur- och idrottsminister          | 22 juni 2010     | Svenska folkpartiet |                  |                   | Vanhanen II    |
| 22 juni 2010     | Stefan Wallin (f. 1967)            | Kultur- och idrottsminister          | 22 juni 2011     | Svenska folkpartiet | Kiviniemi        |                   |                |
|                  | Paavo Arhinmäki (f. 1976)          | Kultur- och idrottsminister          |                  | Vänsterförbundet    | 22 juni 2011     | 4 april 2014      | Katainen       |
|                  | Pia Viitanen (f. 1967)             | Kultur- och bostadsminister          |                  | Socialdemokraterna  | 4 april 2014     | 24 juni 2014      | Katainen       |
| 24 juni 2014     | Pia Viitanen (f. 1967)             | Kultur- och bostadsminister          | 29 maj 2015      | Socialdemokraterna  | Stubb            |                   |                |
|                  | Sampo Terho (f. 1977)              | Europa-, kultur- och idrottsminister |                  | Sannfinländarna     | 5 maj 2017       | 13 juni 2017      | Sipilä         |
|                  | Sampo Terho (f. 1977)              | Europa-, kultur- och idrottsminister | Blå framtid      | 13 juni 2017        | 6 juni 2019      |                   | Sipilä         |
|                  | Annika Saarikko (f. 1983)          | Forsknings- och kulturminister       |                  | Centern             | 6 juni 2019      | 9 augusti 2019    | Rinne          |
|                  | Hanna Kosonen (f. 1976)            | Forsknings- och kulturminister       |                  | Centern             | 9 augusti 2019   | 10 december 2019  | Rinne          |
| 10 december 2019 | Hanna Kosonen (f. 1976)            | Forsknings- och kulturminister       | 6 augusti 2020   | Centern             | Marin            |                   |                |
|                  | Annika Saarikko (f. 1983)          | Forsknings- och kulturminister       |                  | Centern             | Marin            | 6 augusti 2020    | 27 maj 2021    |
|                  | Antti Kurvinen (f. 1986)           | Forsknings- och kulturminister       |                  | Centern             | Marin            | 27 maj 2021       | 29 april 2022  |
|                  | Petri Honkonen (f. 1987)           | Forsknings- och kulturminister       |                  | Centern             | Marin            | 29 april 2022     | 20 juni 2023   |
|                  | Sari Multala (f. 1978)             | Forsknings- och kulturminister       |                  | Samlingspartiet     | 20 juni 2023     | 24 januari 2025   | Orpo           |
|                  | Mari-Leena Talvitie (f. 1980)      | Forsknings- och kulturminister       |                  | Samlingspartiet     | 24 januari 2025  | Nuvarande         | Orpo           |